# Von Hauff
von Hauff är en tysk släkt från Schwaben, känd sedan mitten av 1500-talet, och hessisk friherrlig ätt 8 november 1853. Grosshandlaren, sachsiska generalkonsuln i Sankt Petersburg, friherre Ludwig von Hauff, blev naturaliserad 9 februari 1859 och introducerad bland friherrar 22 september samma år under nr 42 i Finlands Riddarhus. Ingen ättemedlem har varit bosatt i Finland.